# Hesperoptenus gaskelli
Hesperoptenus gaskelli é uma espécie de morcego da família Vespertilionidae. É endêmica da Indonésia, onde é conhecida somente da localização-tipo no centro de Sulawesi. Está ameaçada de extinção pela perda de habitat.